# Skorupa ziemska

Skorupa ziemska:
1. Ocean
2. Dno basenu
3. Ryft
4. Grzbiet śródoceaniczny
5. Rów oceaniczny
6. Szelf
7. Stok kontynentalny
8. Skorupa oceaniczna
9. Skorupa kontynentalna
10. Nieciągłość Mohorovičicia
11. Warstwa skał osadowych
12. Warstwa bazaltowa
13. Warstwa granitowa
14. Płaszcz ziemski
15. Kierunek wsuwania się płyty oceanicznej pod kontynentalną
16. Linia, wzdłuż której następuje wzajemne przemieszczanie się płyt

Skorupa ziemska – część litosfery ograniczona od góry atmosferą lub hydrosferą, a od dołu granicząca z górną warstwą płaszcza ziemskiego (nieciągłość Mohorovičicia nazywana też nieciągłością Moho). Składa się w głównej mierze z minerałów tworzących skały. Grubość skorupy ziemskiej wynosi od ok. 10 do 70 km. Skorupa Ziemi zajmuje tylko 1,4% objętości globu oraz 0,3% jego masy, jest to jednak najbardziej zróżnicowana chemicznie i fizycznie geosfera. Jej przypowierzchniowa warstwa na lądach jako jedyna jest dostępna do bezpośrednich badań.

## Budowa skorupy ziemskiej

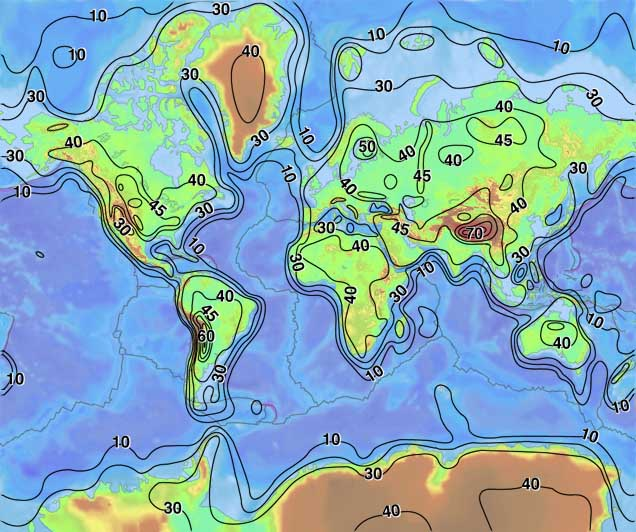
Miąższość skorupy ziemskiej w km

Materia tworząca skorupę ziemską znajduje się głównie w stałym stanie skupienia, a jedynie lokalnie, w ogniskach magmowych, występuje stop krzemianowy w stanie ciekłym.
W obrębie skorupy ziemskiej występują dwa zasadnicze kompleksy skał. Warstwę powierzchniową stanowi kompleks osadowy, spod którego miejscami odsłania się kompleks krystaliczny. Odmienność w ich wykształceniu pozwala wyróżnić skorupę kontynentalną, oceaniczną oraz suboceaniczną.
Miąższość skorupy ziemskiej waha się od 5–km w części oceanicznej do 35–40 km na ogół w części kontynentalnej (pod Himalajami osiąga maksymalnie 80 km). Gęstość waha się od 2,7–2,8 g/cm³ w części kontynentalnej do 3 g/cm³ w części oceanicznej.
Skorupa ziemska składa się z kilkunastu płyt tektonicznych o grubości kilku–kilkudziesięciu kilometrów. Rozpoznaniem i wyjaśnianiem zjawisk związanych z powstawaniem i ruchem płyt zajmują się teorie geotektoniczne, np. tektonika płyt.

## Skład chemiczny skorupy ziemskiej (wagowo)
- tlen (O) 46,1%
- krzem (Si) 27,72%
- glin (Al) 8,13%
- żelazo (Fe) 5,0%
- wapń (Ca) 3,63%
- sód (Na) 2,83%
- potas (K) 2,60%
- magnez (Mg) 2,08%
- tytan (Ti) 0,44%
- wodór (H) 0,14%
- pozostałe 1,5%